# Под знаком незаконнорождённых
«Под знаком незаконнорождённых» (англ. Bend Sinister) — второй английский роман В. В. Набокова (и первый, созданный в США), написанный в 1947 году. По собственному утверждению Набокова, в «Под знаком незаконнорождённых» «истинный читатель несомненно узнает искажённые отголоски» последнего русского романа писателя — незавершённой работы, состоящей из двух глав: «Ultima Thule» и «Solus Rex» (1939). «Меня эти отзвуки слегка раздражают», — заявлял Набоков.

## Название
Английское название романа — «Bend Sinister» — геральдический термин, означающий наклонную полосу, проведённую из верхнего правого угла гербового щита в нижний левый. Соответствующий русский термин — перевязь влево. Данная полоса, в частности, является отличительной чертой гербов, которые давались незаконнорождённым детям аристократов.
В предисловии к роману (издание 1963 года) Набоков пояснил, что «выбор этого названия был попыткой создать представление о силуэте, изломанном отражением, об искажении в зеркале бытия, о сбившейся с пути жизни, о зловеще левеющем мире. Изъян же названия в том, что оно побуждает важного читателя, ищущего в книге „общие идеи“ или „человеческое содержание“ (что по преимуществу одно и то же), отыскивать их и в этом романе».

## Сюжет
Действие романа разворачивается в некоем государстве, вместившем в себя черты европейских диктатур XX века, в частности, Германии времён Гитлера, а также черты советского режима: государственная идеология — так называемый Эквилизм — устанавливает идентичность каждого гражданина и отрицает какие бы то ни было отличия одного человека от другого. Это государство, возглавляемое диктатором Падуком (что порождает многочисленные ассоциативные ряды: в частности, для русского читателя это имя, во-первых, несёт смысл «падение», а во-вторых, напоминает о пауке; кроме того, существует версия, что это имя — запись французского «pas duc») и его «Партией Среднего Человека» (что также является аллюзией на советскую действительность). Главный герой книги — философ с мировой известностью Адам Круг — был одноклассником Падука и в детстве издевался над ним, пренебрежительно называя его Жабой. Теперь, став диктатором, Падук «ищет рычаг», чтобы заставить влиятельного профессора Круга работать на государство и пропагандировать философию. Первоначально арестовывают только знакомых Круга, но затем — и его. Падук предлагает ему работать на себя, и Круг соглашается, но только с условием неприкосновенности своего сына Давида. Его условие с радостью принимается, и Давида забирают в Государственный Дом Отдыха, как говорят Кругу. Когда же Круг приезжает туда, чтобы забрать сына, оказывается, что мальчика по ошибке отправили в Институт по Изучению Ненормальных Детей и в результате несчастного случая он погиб. Правительство незамедлительно предлагает Кругу собственноручно убить того, кто в этом виновен. Круг произносит ругательство перед представителями министерства, за что его заключают в просторную камеру. Кругу делается ещё одно предложение: в обмен на освобождение 24 противников Эквилизма покарать виновных, но к этому моменту Круг сходит с ума и в финале бросается на Падука, чтобы убить его.

## Особенности стиля и композиции
«Фабула романа зарождается в дождевой луже, яркой, словно прозрачный бульон. Круг наблюдает за ней из окна больницы, в которой умирает его жена. Продолговатая лужица, похожая формой на клетку, готовую разделиться, субтематически вновь и вновь возникает в романе, появляясь в виде чернильного пятна в четвёртой главе, кляксы в главе пятой, пролитого молока в главе одиннадцатой, дрожащей, напоминающей обликом инфузорию, ресничатой мысли в главе двенадцатой, следа от ноги фосфоресцирующего островитянина в главе восемнадцатой, и отпечатка, оставляемого живущим в тонкой ткани пространства — в заключительном абзаце. Лужа, снова и снова вспыхивающая таким образом в сознании Круга, остаётся связанной с образом его жены не только потому, что он разглядывал вставленный в эту лужу закат, стоя у смертного ложа Ольги, но также и потому, что эта лужица невнятно намекает ему о моей с ним связи: она — прореха в его мире, ведущая в мир иной, полный нежности, красок и красоты». (Авторское предисловие к роману, 1963 год).
Стиль романа резко отличает его от всех прочих вещей Набокова. Если до этого все романы (кроме незавершённого) содержали отголоски действительности — реальные географические объекты, преломлённые биографические детали, людей, имеющих прототипы (хотя сам Набоков неоднократно открещивался от какого бы то ни было реализма в своих романах), — то о «Под знаком незаконнорождённых» Набоков писал: «Влияние моей эпохи на эту мою книгу столь же пренебрежимо мало, сколь и влияние моих книг или по крайней мере этой моей книги на мою эпоху. Нет сомнения, в стекле различимы кое-какие отражения, непосредственно созданные идиотическими и жалкими режимами, которые всем нам известны и которые лезли мне под ноги во всю мою жизнь: мирами терзательств и тирании, фашистов и большевиков, мыслителей-обывателей и бабуинов в ботфортах. Нет также сомнений и в том, что без этих мерзостных моделей я не смог бы нашпиговать эту фантазию кусками ленинских речей, ломтями советской конституции и комками нацистской лжерасторопности».
В «Под знаком незаконнорождённых» Набоков намеренно создаёт иллюзорный и постоянно меняющийся хронотоп за счёт явных алогизмов в описаниях пространства, парадоксальности сравнений и некоторого смещения интервалов времени в восприятии персонажей.
Одним из важнейших средств превращения созданного в романе государства в мираж служит изобретённый язык (как и в «Бледном огне» и в незавершённом романе) — «дворняжья помесь германских и славянских языков».